# Bregenzerwald
La foresta di Bregenz (anche Bregenzerwald) è una regione geografica situata nello Stato federale del Vorarlberg (Austria). La regione comprende essenzialmente la valle del fiume Bregenzer Ach, a sud-est di Bregenz, nelle vicinanze del Lago di Costanza.

## Geografia fisica
Il Bregenzerwald confina a ovest con la regione del Lago di Costanza nella valle del Reno, a nord con la Germania o la Baviera (distretti di Lindau e Alta Algovia), a nord-est con la valle Kleinwalsertal, a est con la regione dell'Arlberg con il monte Tannberg e a sud con la valle Grosses Walsertal.

## Comuni
| Comuni nel Bregenzerwald                                                                                              | Comuni nel Bregenzerwald | Comuni nel Bregenzerwald |
| --- | --- | ------------------------ |
| Bregenzerwald anteriore                                                                                               | | Bregenzerwald posteriore |
| 1. Alberschwende 2. Doren 3. Sulzberg 4. Langenegg 5. Krumbach 6. Riefensberg 7. Lingenau 8. Hittisau 9. Sibratsgfäll | 1. Egg 2. Andelsbuch 3. Schwarzenberg 4. Bezau 5. Reuthe 6. Bizau 7. Mellau 8. Schnepfau 9. Au 10. Damüls 11. Schoppernau 12. Schröcken 13. Warth |                          |

Per ragioni storiche, la città mercato di Bezau è considerata la città principale del Bregenzerwald, anche se la città di Egg e i comuni di Alberschwende e Andelsbuch sono più grandi in termini di popolazione.
Sebbene i comuni di Langen e Buch si trovino nella regione del Lago di Costanza-Alpino-Reno (Valle del Reno), sono anche località sulla Käsestrasse Bregenzerwald (in italiano: la strada del formaggio).
Geograficamente e storicamente, il comune tedesco di Balderschwang (Baviera) appartiene anche al Bregenzerwald anteriore. Nel 1805, con la Pace di Presburgo, il villaggio e tutto il Vorarlberg passarono dall'Austria anteriore all'allora Regno di Baviera. Quando vennero tracciati i confini il Vorarlberg e le comunità forestali tornarono all'Austria nel 1814, mentre Balderschwang restò alla Baviera. Oggi il villaggio appartiene al circondario dell'Alta Algovia.
Le comunità di Egg, Andelsbuch e Schwarzenberg sono anche spesso chiamate Mittelbregenzerwald.

## Storia
La valle è situata tra il lago di Costanza e il passo dell'Arlberg. Una volta era completamente coperta da foreste e apparteneva ai conti di Bregenz, i quali avevano ceduto molti diritti a monasteri e piccole nobiltà. Gli insediamenti originari risalgono all'anno 1000 quando da Bregenz giunsero i primi coloni.
I contadini della foresta di Bregenz svilupparono presto un forte senso di appartenenza. La struttura politica del Vorarlberg, che dal 1380 divenne territorio asburgico, permise la formazione di una "repubblica contadina" (Bauernrepublik Bregenzerwald). Era una comunità rurale libera con una costituzione e una giurisdizione propria.
Sulla strada da Andelsbuch a Bezau attraverso il Passo di Bezegg (800 metri) si trovava il municipio della Bauernrepublik Bregenzerwald, dove un consiglio esteso trattava leggi e questioni di importanza fondamentale che furono poi incorporate nella costituzione.

## Cultura

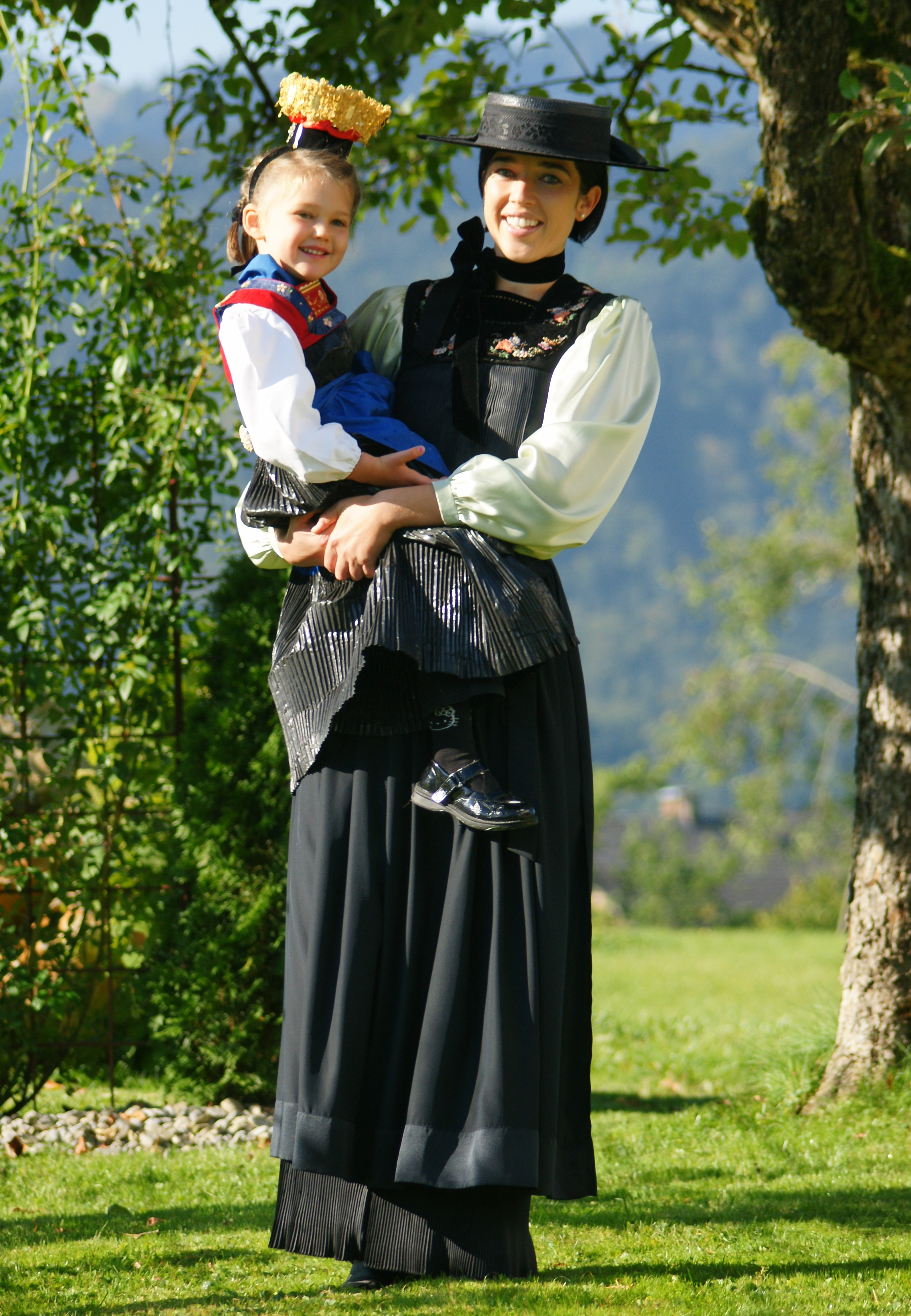
Donna con il Bregenzwälder Juppe

### Musei

#### Museo delle donne a Hittisau
Dal 2000, Hittisau nel Bregenzerwald ospita l'unico Museo delle donne dell'Austria. È dedicato al lavoro culturale e all'ambiente di vita delle donne.

#### Museo Angelika Kauffmann
Un altro museo nel Bregenzerwald è il Museo Angelika Kauffmann a Schwarzenberg. È dedicato alla pittrice Angelika Kauffmann ed è stato premiato con il sigillo di qualità dei musei austriaci.

#### Museo dello Sci FIS di Vorarlberg
Il Museo dello Sci FIS di Vorarlberg si trova nell'ex canonica di Damüls e documenta la storia dello sci nel Vorarlberg.

#### Museo di Bezau
Il Museo di Bezau è un museo situato a Bezau, nel Bregenzerwald, in Austria. Ha sede in una casa contadina tradizionale del XVIII secolo, tutelata come bene culturale, tipica dell’architettura rurale della regione. L’edificio originale è stato ampliato con un moderno annesso progettato dallo studio di architettura Innauer Matt.
Il museo documenta la vita quotidiana e le condizioni abitative storiche nel Bregenzerwald, con particolare attenzione al ruolo delle donne nell’artigianato locale. Una sezione è inoltre dedicata ai maestri barocchi di Bezau, che hanno influenzato l’architettura religiosa e civile della regione durante il periodo barocco.

### Costume tradizionale
Il costume tradizionale della foresta di Bregenz si chiama Juppe. Dal XV secolo esiste nella variante bianca. Successivamente divennero marroni e neri influenzati dallo stile spagnolo. Lo Juppe è fatto su misura o spesso ereditato. È quindi un indumento molto personale per le donne della regione. Gli Juppen vengono prodotti ancora oggi da abili artigiani locali.
Il costume maschile consiste in una giacca scura, un gilet rosso, pantaloni al ginocchio neri con calzini bianchi o indaco, scarpe nere con fibbie e un cappello piatto di feltro nero con una tesa non troppo grande e nastri di velluto per la decorazione.

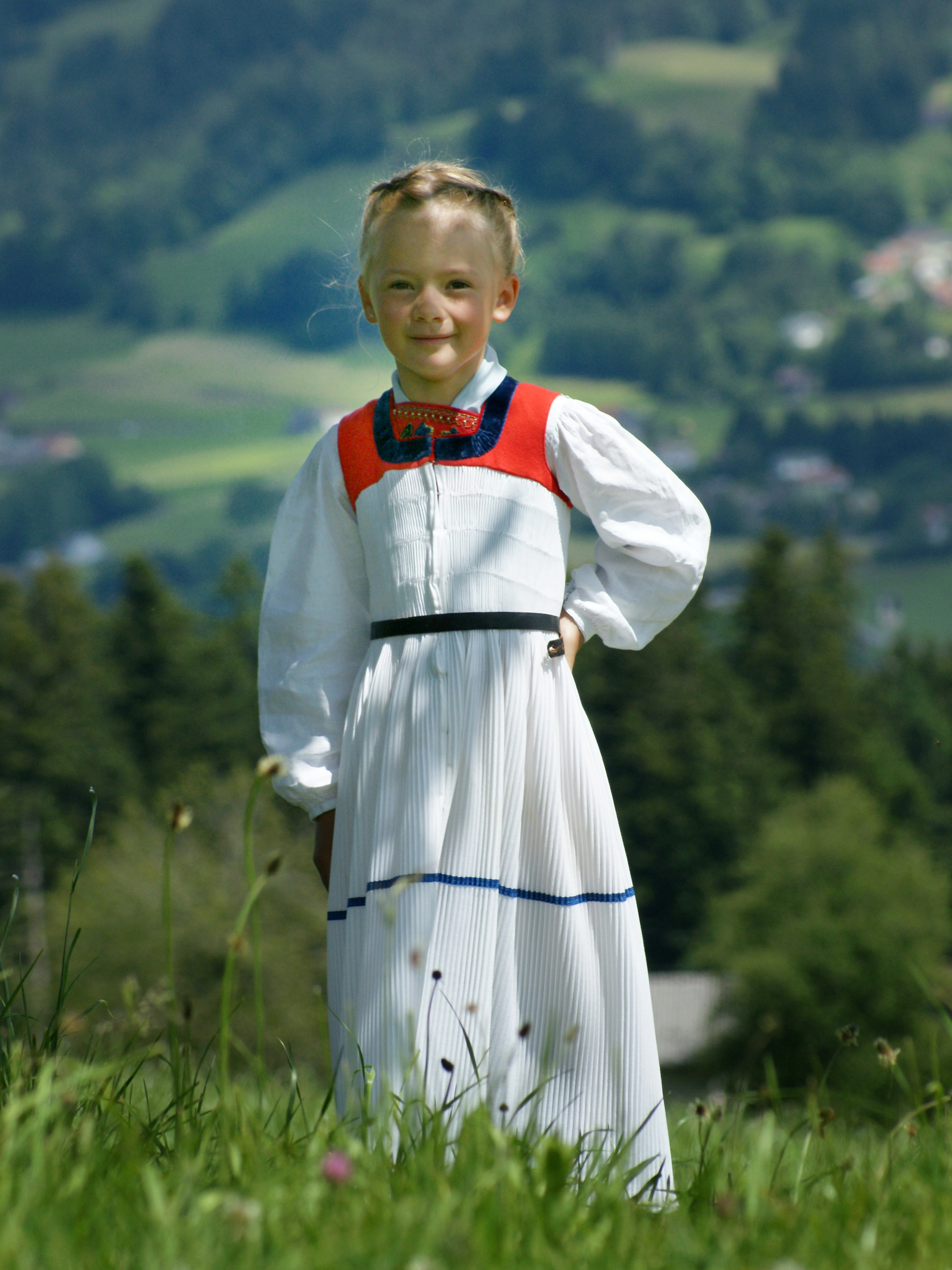
Bambina con Juppe.
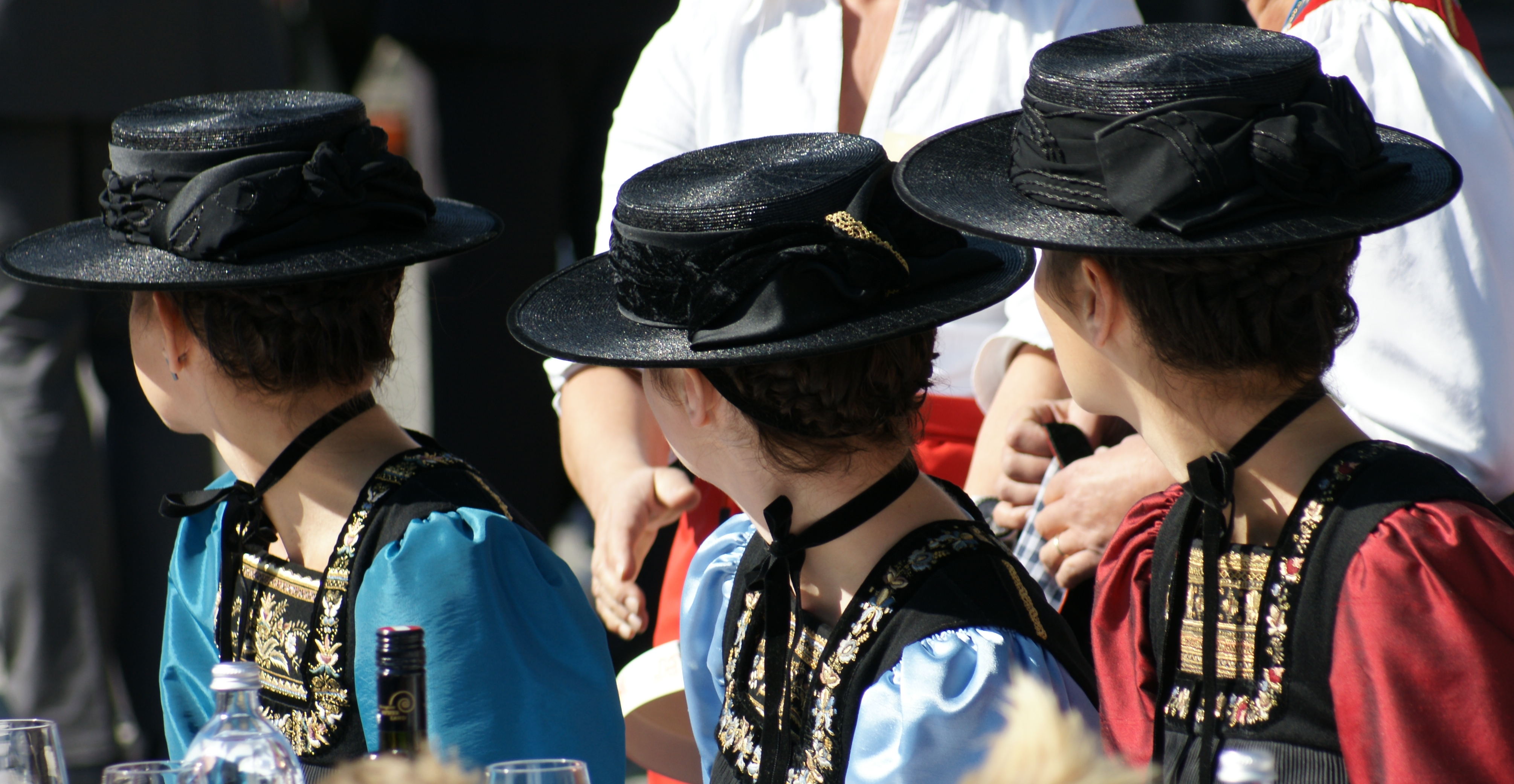
Donne con costumi tradizionali e con "Schäohüte" (cappelli di paglia).
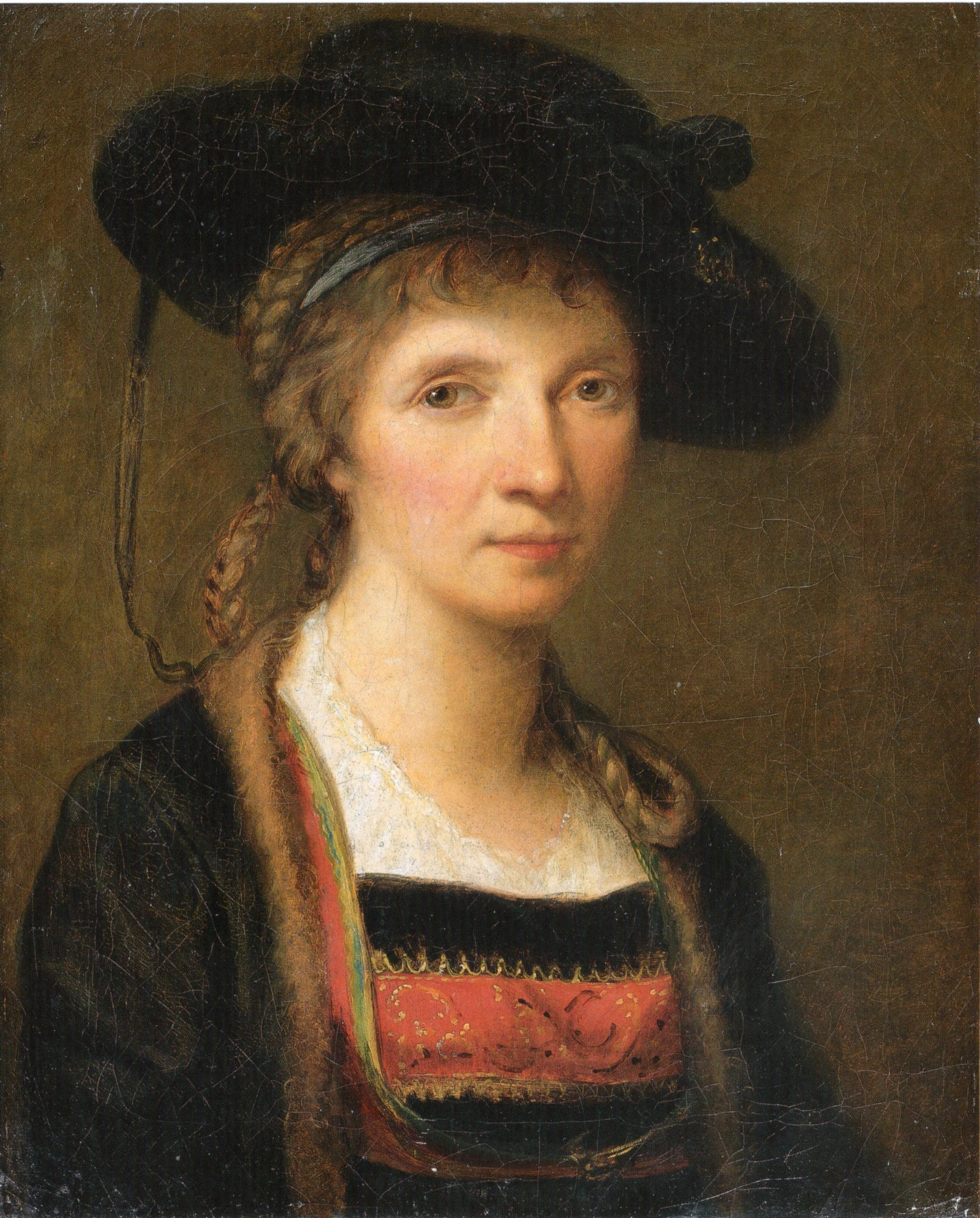
Autoritratto di Angelika Kauffmann nel costume tradizionale del Bregenzerwald (1781)
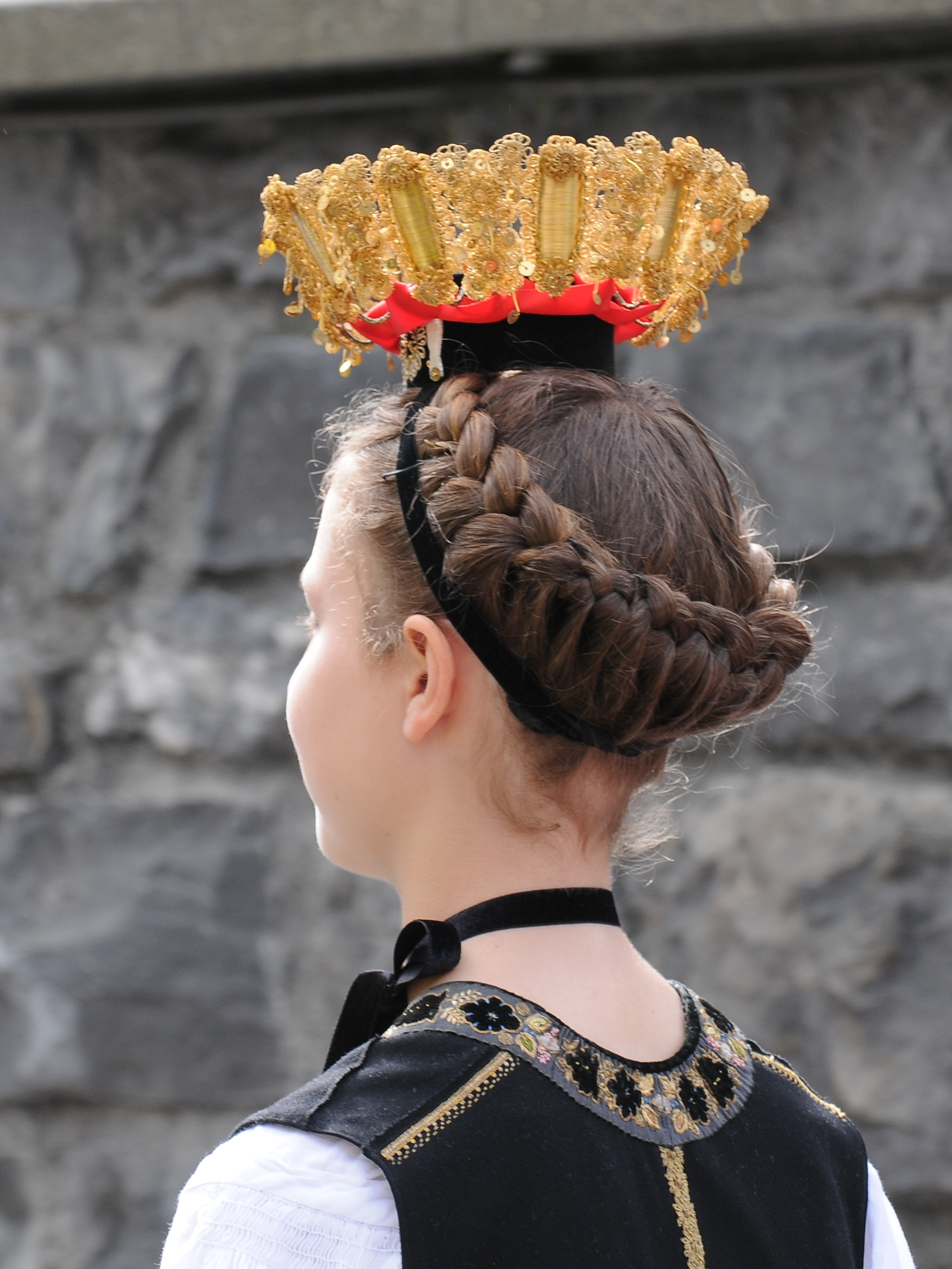
Ragazza con corona tradizionale per festività (qui: la prima comunione).

### Cucina
I Celti portarono nella Bregenzerwald l'allevamento del bestiame e l'agricoltura alpina. Le aree montuose furono utilizzate per prime, poiché le valli della Bregenzerwald erano impraticabili e paludose. A partire dal 15 a.C. circa, i Romani utilizzarono i pascoli alpini della Bregenzerwald, gestendo caseifici alpini e fornendo ai soldati romani il "Caesus alpinus" come provvista. Dopo il crollo dell'Impero Romano, gli Alemanni si stabilirono nella Bregenzerwald nel V secolo. Essi si appropriarono delle conoscenze esistenti in materia di caseificazione e di allevamento alpino e disboscarono le aree forestali per creare nuovi pascoli.

### Architettura

#### Auer Zunft
La corporazione di Au (Auer Zunft) fu fondata nel 1657 ad Au da Michael Beer (1606-1666), un architetto e capomastro austriaco del periodo barocco. Si tratta di un'associazione di capomastri, artigiani edili, scultori, carpentieri, scalpellini e stuccatori. Lo stile architettonico della Auer Zunft è noto anche come Vorarlberger Bauschule o Vorarlberger Schule. Ad Au-Schoppernau, dal 1670 al 1700, più del 90% di tutti i lavoratori maschi erano costruttori.
Tra i capomastri più importanti di questa corporazione vi erano Michael Beer, Peter Thumb, Christian Thumb e Johann Georg Specht.

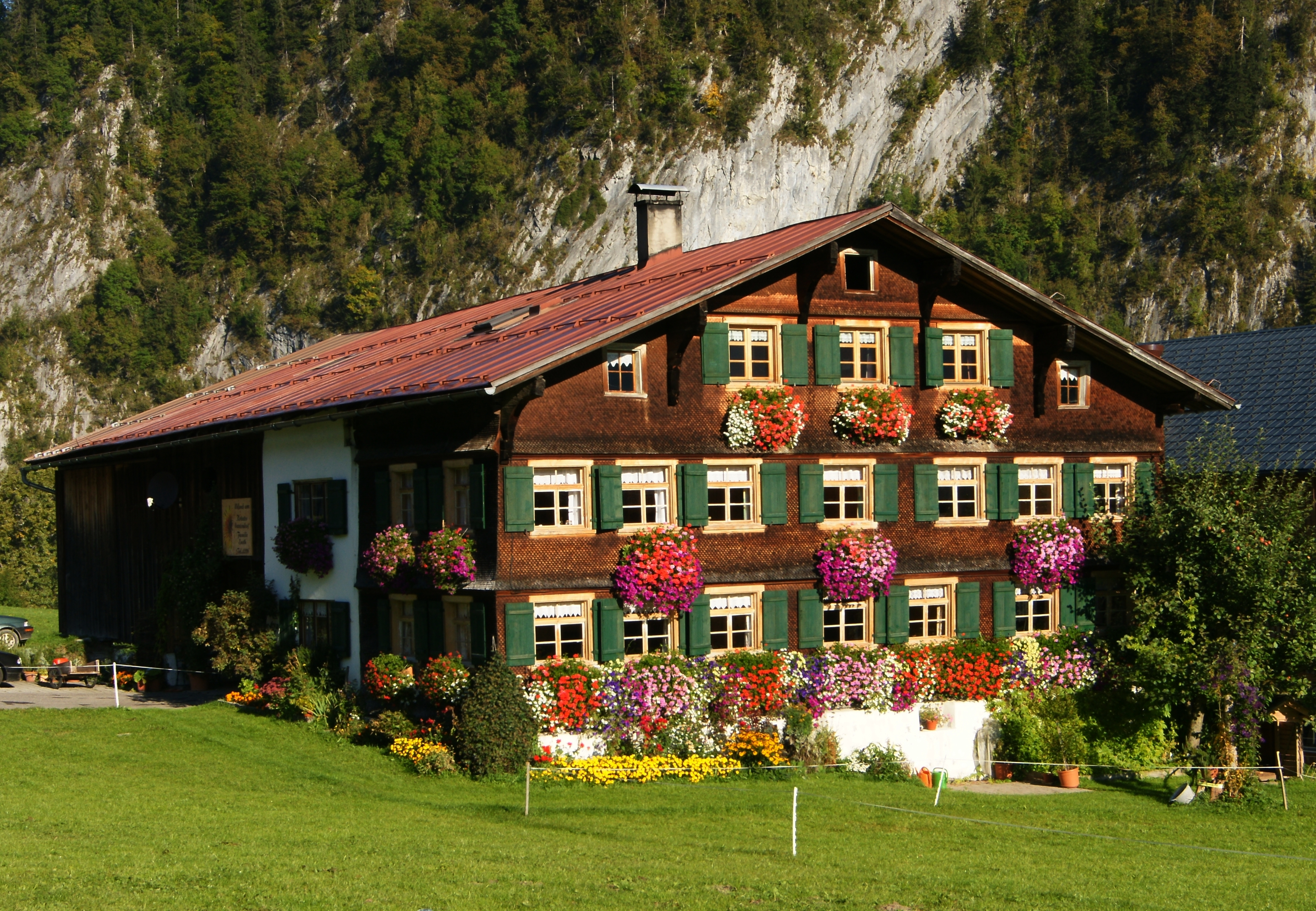
Tipica Wälderhaus in Au (Vorarlberg).

Maestri costruttori e artigiani dell'Auer Zunft, ma anche di altre zone dell'attuale Vorarlberg, contribuirono alla costruzione di circa 800 edifici barocchi nel XVII e XVIII secolo, soprattutto chiese e monasteri, ma anche castelli, palazzi e dimore cittadine. Alcune delle più imponenti chiese barocche della Germania meridionale, della Svizzera e dell'Alsazia furono costruite dai maestri costruttori e dagli artigiani della scuola barocca del Vorarlberg. 
Opere importanti: complessi monastici a Obermarchtal (1686-92), Einsiedeln (1713-18), Weingarten (1715-24); la Basilica di San Lorenzo a Kempten (1652 circa), chiesa di pellegrinaggio Schönenbergkirche presso Ellwangen (1681-96); Biblioteca dell'Abbazia di San Gallo.
Lo scioglimento delle corporazioni avvenne nel 1859 con l'istituzione delle camere di commercio.
Bregenzerwaldhaus (casa della Foresta di Bregenz)
La Bregenzerwaldhaus (o Bregenzerwälderhaus o Wälderhaus) è un edificio in legno con tetto a capanna che unisce l'alloggio agli annessi rurali sotto un unico tetto. Le funzioni di abitazione, allevamento, granaio e deposito delle attrezzature si trovano in una struttura unica. Si tratta quindi di un cosiddetto Einhof, diffuso nell'Austria occidentale. Ciò lo distingue dal Paarhof o Gruppenhof, in cui l'edificio residenziale, il fienile (deposito e stoccaggio delle attrezzature) e la stalla sono ospitati in strutture separate. Questa tipologia di cascine caratterizza ancora oggi il paesaggio della Foresta di Bregenz. La Bregenzerwaldhaus (Einhof) si differenzia dalla Montafonerhaus (Paarhof: zona abitativa e la zona lavorativa sono divise in due edifici separati).

#### Architettura moderna e contemporanea alpina

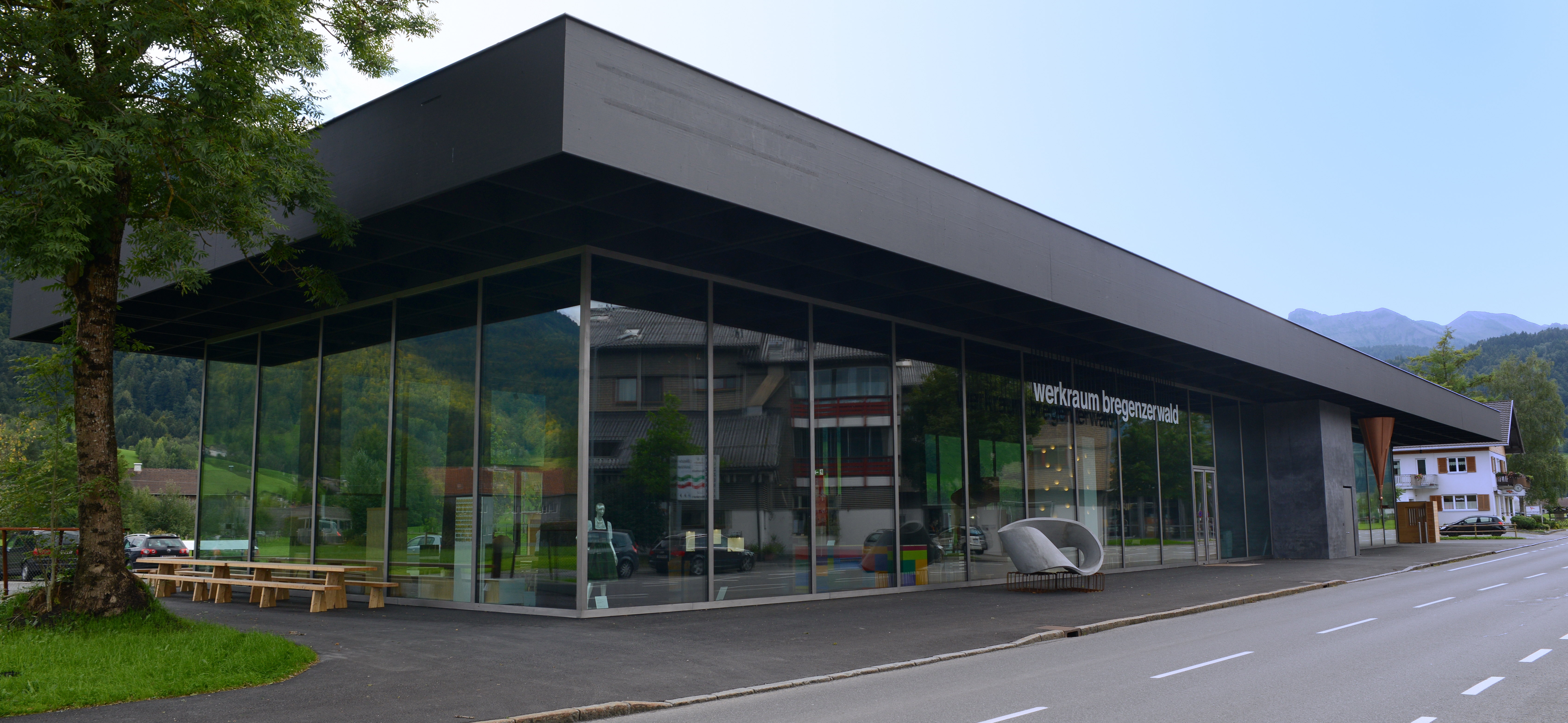
L'edificio della Werkraum ad Andelsbuch.

Le tecniche costruttive in legno e la relativa cultura artigianale nel Vorarlberg ha vissuto una rinascita negli anni '60 e '70 grazie ad alcuni giovani architetti (tra cui Hans Purin e Rudolf Wäger), con il movimento Neue Vorarlberger Bauschule o Modere Bauschule aus Vorarlberg, che si è affermato negli anni '80. Alla ricerca dell'innovazione, questi architetti d'avanguardia si ispirarono all'artigianato tradizionale e lavorarono fianco a fianco con gli artigiani locali. Questa stretta collaborazione caratterizza la filosofia costruttiva dell'architettura contemporanea del Vorarlberg.
Nello stesso anno, nel 1991, su proposta dell'associazione degli artigiani di Andelsbuch e in collaborazione con il grafico Harry Metzler, viene lanciato il concorso di progettazione "artigianato e forma" (Handwerk+Form). Il concorso si concentra su versatilità e innovazione in tutti i settori dell'artigianato, dalla produzione alimentare all'arredamento e all'edilizia. Tutti i lavori presentati vengono esposti in una mostra di accompagnamento. Nel 1991, con il sostegno del governo provinciale del Vorarlberg, gli artigiani della Bregenzerwald si sono uniti nell'associazione Werkraum Bregenzerwald. Nel 2013 è stata inaugurata la nuova sede dell'associazione, la Werkraumhaus, progettata dal famoso architetto svizzero Peter Zumthor e costruita dai membri del Werkraum. Dal 2000, il Werkraum Bregenzerwald bandisce il concorso Handwerk+Form ogni tre anni.
Nel 2014 viene completato il BUS:STOP Krumbach nel Vorarlberg. Un progetto di riqualificazione di sette fermate bus progettate da architetti di sette diverse nazionalità.

## Montagne della Bregenzerwald
I Prealpi di Bregenz (in tedesco Bregenzerwaldgebirge) sono una catena montuosa delle Alpi Nord-orientali (una sottosezione delle Alpi Bavaresi) che prendono il nome dalla regione del Bregenzerwald (e da cui anche il distretto di Bregenz). Si trovano interamente nello stato austriaco del Vorarlberg. La vetta principale è il Glatthorn che raggiunge i 2.134 m s.l.m..
Esse sono delimitate dalle seguenti altre catene alpine:
- a nord e a nord-est con le Alpi dell'Algovia
- a sud-est con i Monti delle Lechquellen (nelle Alpi Calcaree Nordtirolesi) e separate dal Fascinapass
- a sud con la Catena del Reticone  e separate dalla valle del Walgau
- ad ovest delle Prealpi di AppenzelloVista panoramica su: Alpi dell'Algovia (sinistra), Monti delle Lechquellen (centro), Prealpi di Bregenz (destra)

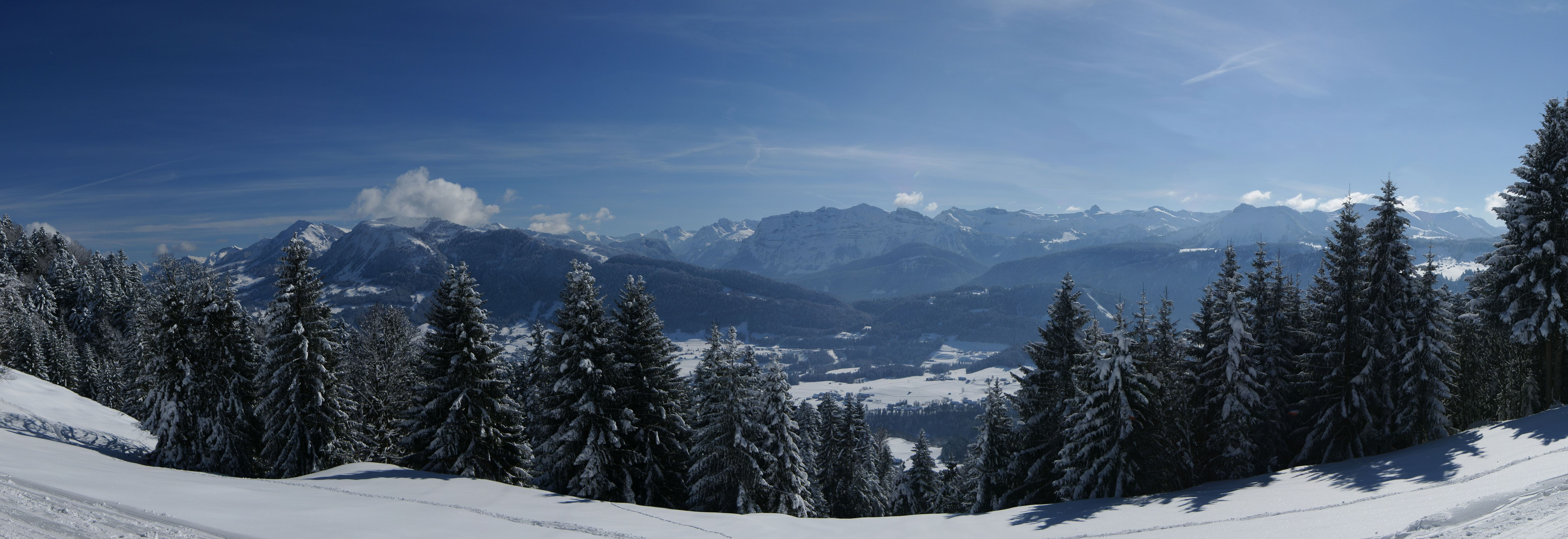
Vista panoramica su: Alpi dell'Algovia (sinistra), Monti delle Lechquellen (centro), Prealpi di Bregenz (destra)

## Economia
La popolazione del Bregenzerwald vive di turismo, agricoltura e di un commercio fortemente legato alla lavorazione del legno. Molti abitanti di Bregenzerwald trovano anche lavoro come pendolari nella valle del Reno, il centro economico del Vorarlberg.

### Agricoltura

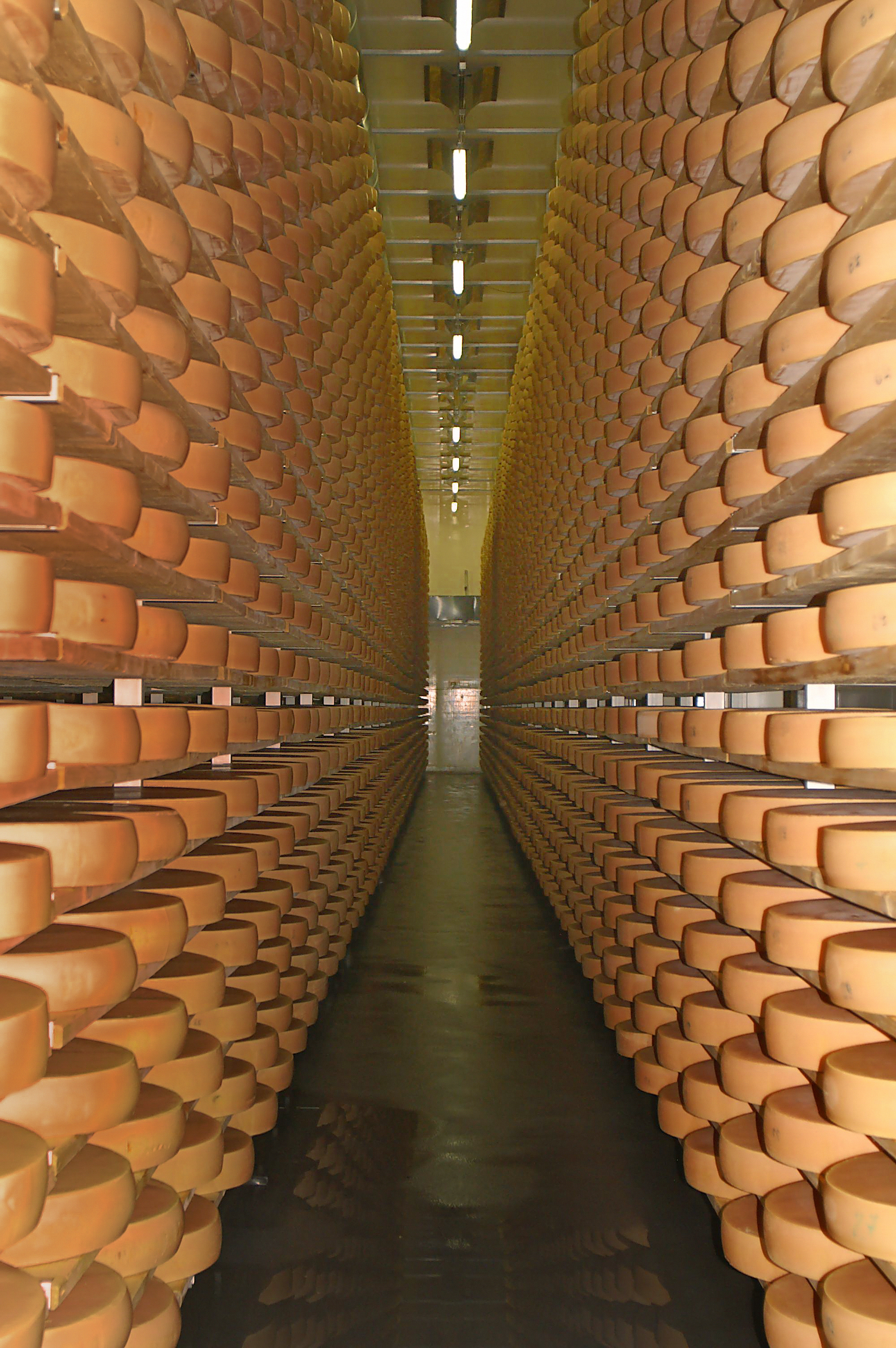
Cantina del caseficio a Lingenau, nella Foresta di Bregenz, lungo la strada del formaggio.

Nella primavera del 2011, “l'agricoltura a tre fasi”, la Dreistufenlandwirtschaft, praticata nel Bregenzerwald è stata inserita nella lista del patrimonio immateriale austriaco dell'UNESCO.
L'agricoltura a tre fasi è una forma di agricoltura che i contadini del Bregenzerwald utilizzano ancora oggi. In un ciclo stagionale, in tarda primavera le famiglie si spostano con il bestiame prima nelle Alpi basse, per poi verso l’inizio di luglio salire nell'alpe. A metà settembre, tutti tornano alle fattorie di casa con una cerimoniale di discesa dei pascoli alpini.
Il patrimonio culturale immateriale include pratiche, rappresentazioni, espressioni, conoscenze e abilità che le comunità e i gruppi considerano parte di una preziosa eredità che va conservata e protetta. Il patrimonio culturale immateriale viene trasmesso da una generazione all'altra, continuamente ricreato, e fornisce alle comunità un senso di identità e continuità.

### Enogastronomia
Il Bregenzerwald è ben conosciuto dai buongustai per la strada del formaggio Bregenzerwald. Si concentra attorno a un’associazione di albergatori, artigiani e imprese commerciali che si dedicano alla produzione del formaggio tradizionale. Il formaggio di montagna Bregenzerwälder è una specialità nota ben oltre i confini della regione.
La tradizione agricola è fortemente ancorata nel Vorarlberg. I ristoranti e le locande puntano sempre più sull'uso di "prodotti del Vorarlberg" o dedicano singoli piatti a una regione particolare. I Krumbacher Moorwirte, osti della zona palustre nel comune Krumbach, non solo offrono ai visitatori visite guidate nel paesaggio palustre, ma hanno anche tutto l’anno in menù almeno un piatto legato alla palude.
I diversi prodotti e le varie creazioni regionali possono anche essere assaggiati durante le escursioni culinarie. Queste passeggiate attraverso il Bregenzerwald sono organizzate dalle associazioni turistiche e portano i visitatori a colazione e a pranzo in una selezione di ristoranti diversi, tutti incentrati sui prodotti e le specialità del Vorarlberg.

### Turismo

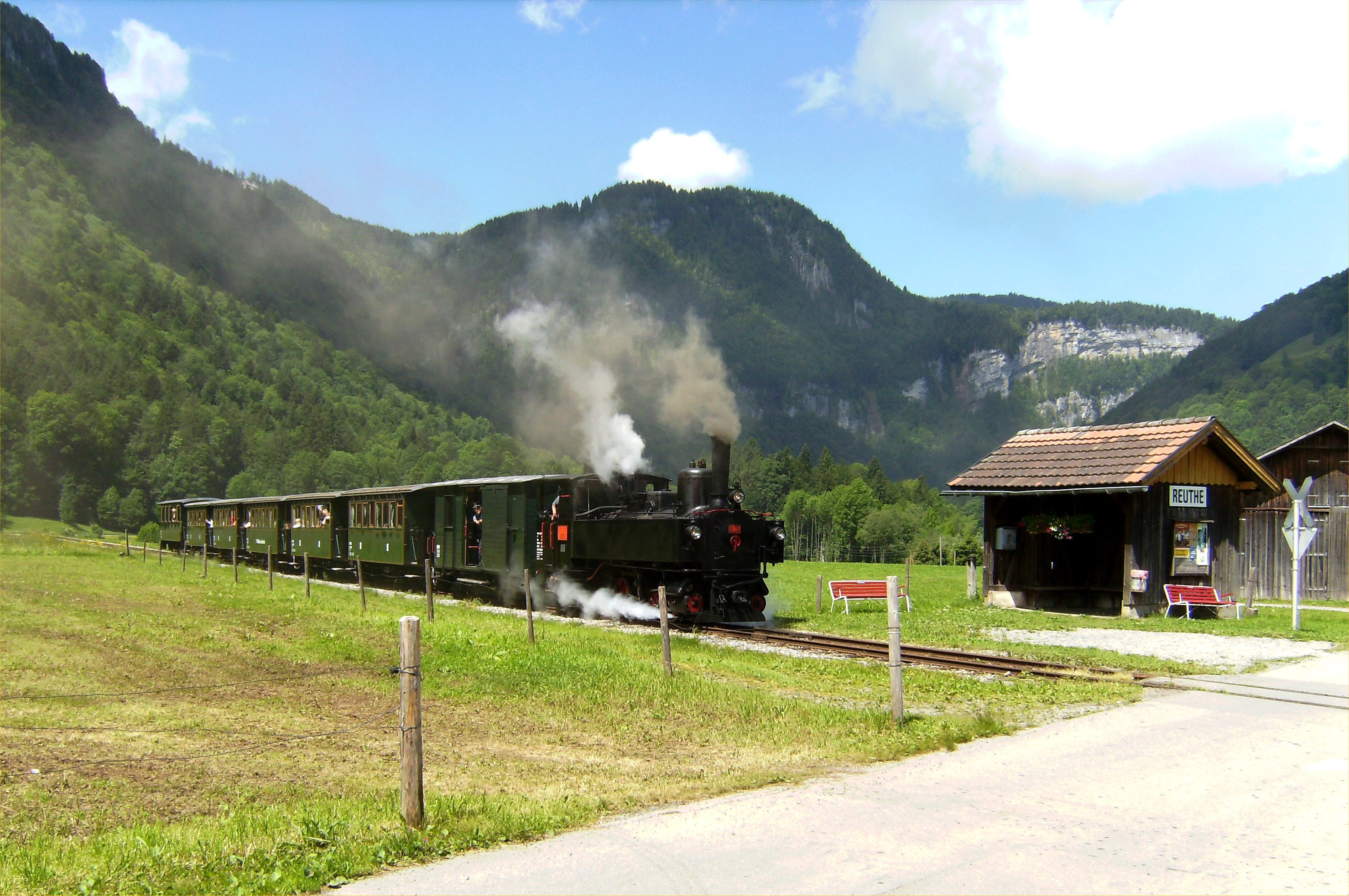
Il locomotiva-museo Bregenzerwaldbahn, chiamata anche "Wälderbähnle".

La Bregenzerwaldbahn, chiamata anche "Wälderbähnle", è un'altra attrazione della Bregenzerwald. Si tratta di una ferrovia-museo, di un locomotiva a vapore, che corre su una sezione rimanente della ferrovia a scartamento ridotto. Dal 1902 al 1983 la ferrovia Bregenzerwald ha percorso i 35,5 km che separano Bregenz e Bezau. Fino all'ottobre del 2004 6,1 km di binari potevano essere utilizzati, ma una sezione ha dovuto far posto all'espansione della strada, così che solo 5 km di binari sono ora disponibili.
Il Bregenzerwald è anche una destinazione popolare per le escursioni grazie ai suoi sentieri escursionistici e ciclabili e alle numerose aree sciistiche.
I comuni associati rilasciano una BregenzerwaldCard gratuita per gli ospiti da maggio a ottobre per rafforzare il trasporto pubblico e allo stesso tempo ridurre il traffico legato al turismo.